# Ramino pokerato
Il ramino pokerato è un gioco di carte nel quale si adoperano due mazzi di carte di tipo francese. Di questo gioco ne esistono due versioni, chiamate allo stesso modo ma assai diverse tra loro come regolamento e svolgimento del gioco: nella prima, detta anche Carioca, sono presenti i jolly mentre nella seconda versione, detta anche solo Pokerato, sono invece assenti dal mazzo i jolly e può essere utilizzato ai fini della chiusura della partita, il cosiddetto jolly immaginario (anche detto matta immaginaria)

## Versione con quattro jolly
Si gioca in 3-5 giocatori (o più aggiungendo un ulteriore mazzo di carte), non è possibile giocare in coppia. La partita si compone di otto mani, ognuna con un'apertura diversa:
1. Coppia: l'apertura avviene con una coppia figurata (J, Q, K, A).
2. Doppia coppia: l'apertura avviene con una doppia coppia, di cui almeno una figurata.
3. Tris: apertura con un qualsiasi tris.
4. Full: apertura con un qualsiasi full.
5. Scala quaranta: apertura con un punteggio esatto di 40 punti, ottenuto con combinazioni di tris e scale.
6. Poker: apertura con un poker.
7. Scala colore: apertura con una scala di cinque carte.
8. Chiusura in mano: l'apertura corrisponde anche alla chiusura, che deve essere fatta senza scarto.

### Preparazione
Prima di cominciare a giocare, di comune accordo, si stabilisce il punteggio di uscita, la quota da mettere nel piatto per ogni manche, la quota da pagare per comprare le carte scartate dai giocatori (pesca fuori giro), e la quota relativa ai rientri.
Il mazziere, scelto a sorte, distribuisce in senso antiorario, una alla volta, 13 carte coperte a ciascun giocatore. Viene poi scoperta una carta, la quale rappresenta l'inizio del pozzo. Questa non può essere un jolly e, nel caso in cui lo sia, bisogna rimettere il jolly all'interno del mazzo e scegliere un'altra carta. Le rimanenti carte, coperte, vengono appoggiate a fianco del pozzo e rappresentano il tallone. Le carte date in mano possono essere guardate solo dopo che il mazziere ha collocato la carta di inizio del pozzo.

### Svolgimento
Ogni turno si compone di tre momenti:
- la pesca di una carta dal tallone o dal pozzo;
- l'apertura di nuovi giochi o il collegamento a giochi già presenti sul tavolo;
- lo scarto di una carta.
- non puoi pescare dal pozzo a meno che la carta non serva per l’apertura (regola Medusa)

### Pesca
Ad ogni turno il giocatore può decidere di pescare una carta dal tallone o dal pozzo. Al suo primo turno, il primo giocatore può decidere di pescare non una ma due carte dal tallone, ma ne dovrà scartare comunque solo una.
Inoltre, ogni giocatore ha facoltà di pescare dal pozzo fuori dal suo turno, fermo restando che la carta scartata spetta di diritto al giocatore di mano, e può essere presa "fuori giro" solo al momento in cui il giocatore di turno non la prende e pesca dal tallone; in caso di più giocatori non di mano che siano interessati alla carta, la precedenza è data dall'ordine (in senso antiorario partendo dal mazziere). Fanno eccezione la carta scoperta inizialmente dal mazziere, che può essere pescata solo dal giocatore di turno, e i jolly, che non possono essere comprati.

### Fare gioco
Dopo aver pescato, il giocatore può decidere (se vuole e se ne ha facoltà) di calare la combinazione necessaria per l'apertura. Inizialmente sarà possibile solo calare le aperture, dal turno successivo si potranno calare combinazioni aggiuntive e/o attaccare le combinazioni già presenti sul tavolo (ad eccezione delle proprie aperture). Non è possibile aprire con combinazioni contenenti jolly, ad eccezione dell'ultima mano (chiusura in mano).

### Scarto e chiusura
Alla fine del proprio turno, il giocatore deve scartare una carta. In alcune mani non è possibile scartare alcune carte chiave (necessarie per la formazione delle combinazioni di apertura) finché non avranno aperto tutti:
- coppia e doppia coppia: non si possono scartare le carte figurate;
- scala colore: non si possono scartare i 5 e i 10.

Nel caso in cui un giocatore fosse "obbligato", cioè se possiede solo carte che normalmente non potrebbero essere scartate, può evadere questa regola.
La mano termina nel momento in cui un giocatore rimane senza carte in seguito allo scarto; l'unica eccezione è l'ultima mano, in cui devono essere calate tutte le carte (organizzate in scale e tris) senza poi scartare. Non si può chiudere la mano per i primi due giri, in modo che tutti abbiano la possibilità di giocare almeno due giri. Ad ogni chiusura, il giocatore che ha vinto la mano guadagna il piatto, dopodiché si inizia con una nuova mano.

### Punteggi
Ogni volta che una mano finisce, si devono segnare i punti corrispondenti alle carte rimaste in mano, anche se non si è fatto gioco; chi alla fine ha il punteggio più basso ha vinto.
- A: 11 punti (1 punto, se si rimane con soltanto l'asso in mano).
- J, Q, K: 10 punti.
- 2, 3, 4, 5, 6, 7, 8, 9, 10: i valori corrispondenti.
- Jolly: 25 punti.
- Chiusura: -20 punti.

Una volta raggiunto il punteggio limite (stabilito all'inizio del gioco), il giocatore deve abbandonare la partita; potrà rientrare, con il punteggio più alto al momento, pagando la somma stabilita all'inizio per il rientro.

### Combinazioni possibili
- Coppia (solo per le aperture): due carte dello stesso valore ma semi diversi.
- Tris: tre carte dello stesso valore ma semi diversi.
- Poker: quattro carte dello stesso valore ma semi diversi(Solo apertura).
- Scala: più carte (minimo tre) dello stesso seme in ordine crescente di valori.
- Scala reale: scala che va da asso ad asso (A, 2, 3, 4, 5, 6, 7, 8, 9, 10, J, Q, K, A).

### Varianti
In una variante, chiamata "carioca pazza", è possibile giocare senza rispettare la sequenza delle mani: ad ogni turno, il mazziere potrà decidere la mano in base alle carte in suo possesso. In questa versione, se a chiudere è il mazziere il punteggio è di -10 punti, se invece a chiudere è un altro giocatore il punteggio è di -30 punti.

## Versione con jolly immaginario
Di questa versione è attestata l'esistenza a partire dalla seconda metà degli anni '70 del XX secolo nelle aree del nord-est dell'Italia, dove era molto in voga. È considerabile come gioco d'azzardo, per la possibilità di rilanciare in aumento la posta più volte.
Si usano due mazzi del tipo francese da 52 carte, senza jolly. La posta è pari a 5 punti, ai quali possono essere dati dei valori corrispondenti in danaro, a discrezione dei giocatori. Si può giocare in numero variabile da due a sei giocatori, molto comune è la versione in quattro giocatori. Lo scopo del gioco è arrivare a comporre le combinazioni di carte che porteranno alla chiusura, similmente a ciò che avviene nel Ramino.
Distribuzione delle carte
Un giocatore distribuisce nove carte, inizialmente in senso orario e in seguito la distribuzione sarà fatta dagli altri giocatori di turno nello stesso senso, fino ad arrivare di nuovo al primo che ha distribuito, a quel punto tutto si svolgerà nel senso inverso, e così via alternativamente ogni volta che si arriverà al primo che ha distribuito le carte.
Apertura del gioco e rilanci della posta
Prima di effettuare il gioco vero e proprio ogni giocatore dichiara le sue intenzioni, nell'ordine spettante, che saranno:
- il primo giocatore di mano può aprire o passare la mano al successivo (l'apertura viene decisa dal giocatore di turno senza obblighi di combinazioni di carte, ma per sola decisione personale, dopo aver visionato e valutato le proprie carte);
- dopo l'avvenuta apertura, i giocatori, secondo il proprio turno di gioco, possono stare semplicemente al gioco disputandosi la sola posta di 5 punti, oppure possono rilanciare, seguendo l'ordine del loro turno, per tre volte la posta (dichiarando "tre volte" o "per tre"), per sei volte la posta ("sei volte" o "per sei"), per nove volte la posta ("nove volte" o "per nove"), e infine l'ultimo rilancio possibile è arrotondare a dieci volte la posta.

Nel caso di abbandono del gioco, dopo l'apertura:
- se non erano avvenuti rilanci si perde 1 punto
- se si era accettato di giocare ma in seguito (ad esempio dopo un rilancio) si ritiene di abbandonare la partita si perdono i 5 punti della sola posta
- se invece si decide di abbandonare dopo aver accettato un rilancio, si perderà per l'ammontare di tale rilancio.

I piatti di passo
Se tutti i giocatori passano la mano al giocatore successivo e nessuno apre il gioco (si crea cioè il cosiddetto "piatto di passo"), nella mano seguente la posta di partenza di 5 punti sarà raddoppiata e corrisponderà a 10 punti. Tutto ciò può ripetersi fino a quattro piatti di passo, aumentando di 10 volte la posta ad ogni piatto di passo, fino ad arrivare al massimo di 40 punti come posta.
Talvolta, in seguito ad accordi, il numero dei piatti di passo con aumento della posta viene limitato a due soltanto, per contenere l'aumento di valore della posta in gioco.
Pescate e scarti
Nello svolgimento del gioco vero e proprio, il primo giocatore di turno preleva (pesca) dal mazzo una carta e ne scarta un'altra; in seguito tutti potranno scegliere tra pescare una carta dal mazzo o prendere la carta che era stata scartata dal giocatore precedente secondo il proprio bisogno, senza essere costretti ad eseguire la chiusura ma semplicemente procedendo nel gioco e scartando un'altra carta.
Combinazioni necessarie per la chiusura della partita
Tre tris o scale complete fino a completare le proprie nove carte, in modo da calare tutte le nove carte similmente al ramino, con però delle ulteriori possibilità  che vengono descritte più avanti, nel paragrafo sull'utilizzo del jolly immaginario.
È possibile la chiusura con le nove carte dello stesso seme ma non in scala (detto "colore"), e così si ottiene il raddoppio della posta totale sul piatto, oppure in scala dello stesso seme (detta "scala colore"), e si ottiene quattro volte il totale del piatto. Nel caso della scala colore fino al Re (scala reale) verrà ottenuta una vincita di sei volte la posta.
Utilizzo del jolly immaginario
Si può anche utilizzare una combinazione che presenti la mancanza di una carta, utilizzando al posto di questa il jolly o matta immaginaria, ad esempio due tris (o tris in scala) e una scala da quattro carte, nella quale però una carta è assente, creando perciò un "buco" che viene riempito dal "jolly o matta immaginaria", oppure un tris, una coppia (anche coppia in scala, poiché si considera che si tratti di tris o scala composti con una matta immaginaria al posto della terza carta) e poker (o scala di quattro carte). L'uso del jolly immaginario invece non è consentito nel "colore",  nella "scala colore" e nella "scala reale".
Grazie all'utilizzo del jolly immaginario le combinazioni adatte alla chiusura si moltiplicano, rendendo le partite estremamente veloci.